# Racing Casablanca
Racing Athletic Club Casablanca – marokański klub piłkarski mający siedzibę w Casablance. W sezonie 2020/2021 gra w drugiej lidze.

## Opis
Klub został założony w 1917 roku. Jeden raz w swojej historii zdobył puchar i mistrzostwo Maroka, odpowiednio w sezonie 1968/1969 oraz 1971/1972. Trenerem drużyny w sezonie 2020/2021 jest Abdelhak Rizkallah, który pełni tę funkcję od 18 lutego 2021. Drużyna gra na Stade Père-Jégo razem z Étoile Casablanca.

## Sukcesy
Puchar Maroka (1 raz)
- 1968/1969

Mistrzostwo Maroka (1 raz)
- 1971/1972